# Ålands tingsrätt
Ålands tingsrätt är en av 20 tingsrätter i Finland. Domstolen har sitt säte i Mariehamn och verkar inom det självstyrda Åland. Vid samma lokaler finns även Ålands förvaltningsdomstol.
Tingsrätten handlägger brottmål, tvistemål och ansökningsärenden. Vissa typer av ärenden är centraliserade till särskilda domstolar i Finland.

## Domkrets
Ålands tingsrätt tillhör Åbo hovrätts domkrets. Följande kommuner ingår i domkretsen:
- Brändö
- Eckerö
- Finström
- Föglö
- Geta
- Hammarland
- Jomala
- Kumlinge
- Kökar
- Lemland
- Lumparland
- Mariehamn
- Saltvik
- Sottunga
- Sund
- Vårdö